# Cégep de Thetford
 (juin 2022).
 (décembre 2021).

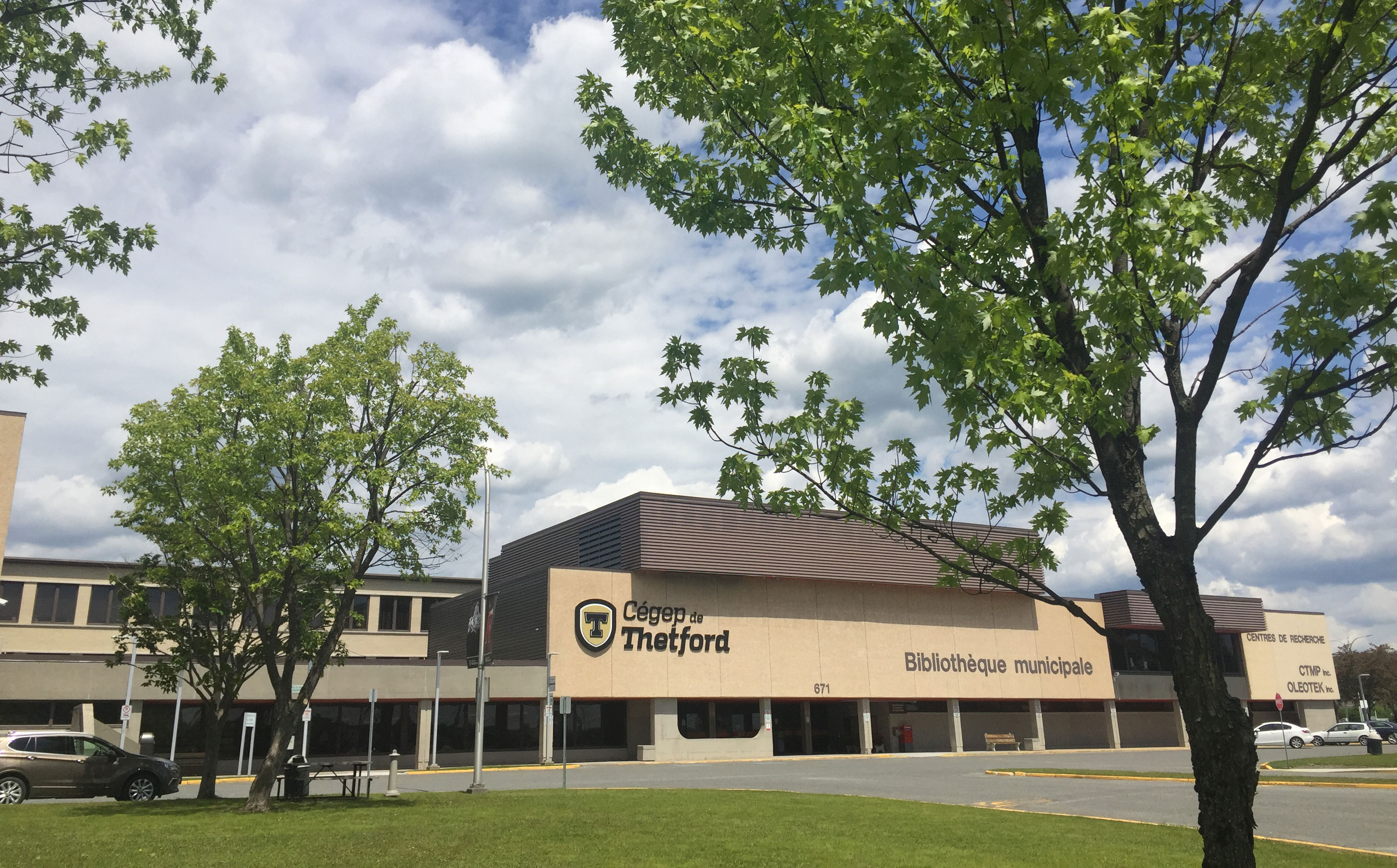
Façade du Cégep de Thetford.

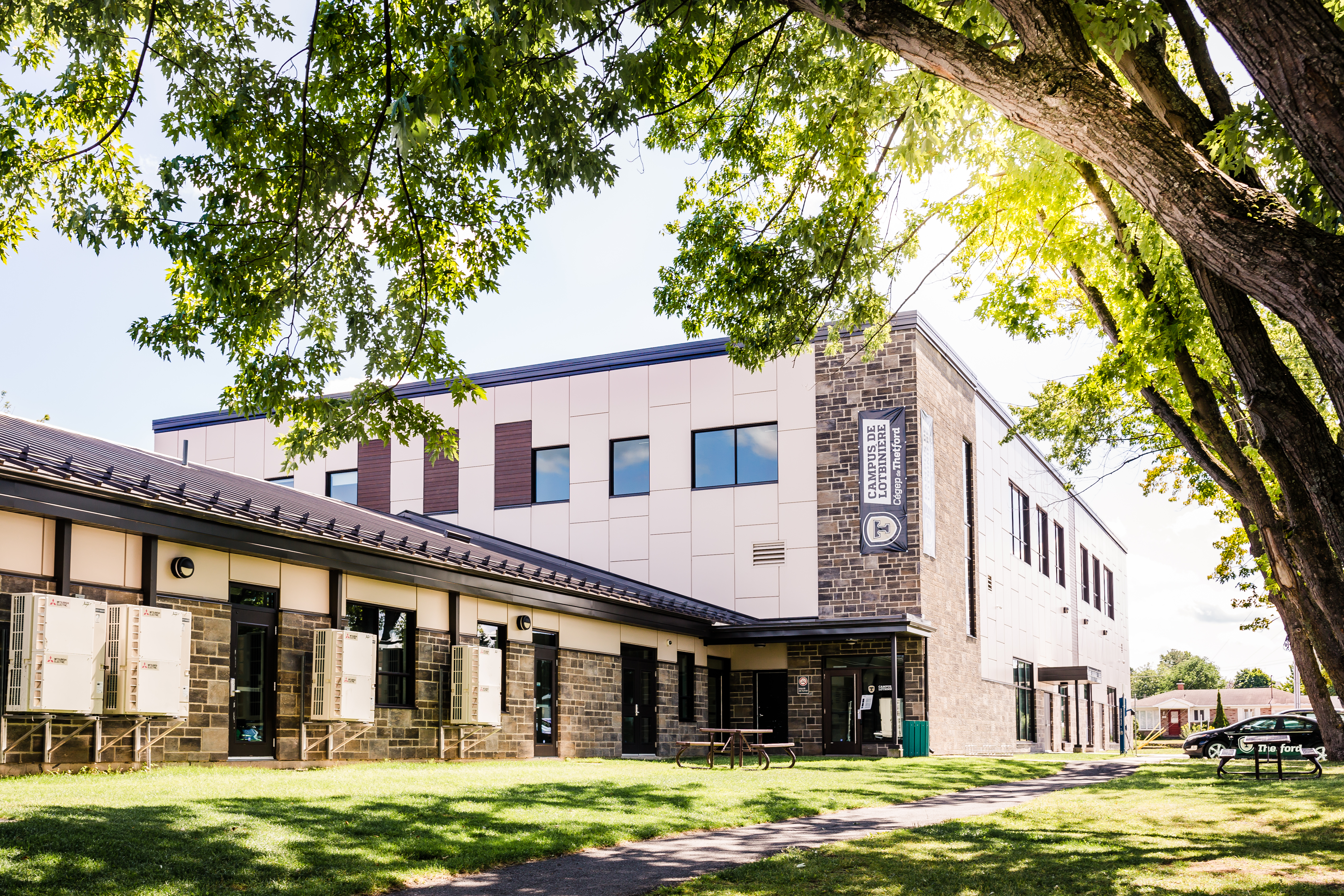
Façade extérieure du Centre d'études collégiales de Lotbinière.

Le Cégep de Thetford est un collège d'enseignement général et professionnel institué en 1969. Il est situé à Thetford Mines, dans l'ancien bâtiment du Collège classique ouvert en 1959. Le collège classique fusionne avec l’École normale et l’école de métiers pour former  le  Cégep  de  Thetford  Mines  en  1969. Le collège accueille plus de 1 000 étudiants à l'enseignement régulier et à la formation continue. Au total, une vingtaine de programmes et profils menant au DEC y sont offerts.
Le Cégep de Thetford accueille des étudiants internationaux dans divers programmes. Ces étudiants proviennent d’une dizaine de pays différents, entre autres de la France.
Cinq résidences se trouvent à proximité du Cégep de Thetford, offrant la possibilité à plus de 130 étudiants d’y loger.
Le Cégep offre également six programmes d’études dans la région de Lotbinière, à son Campus de Lotbinière situé à Saint-Agapit.

## Programmes d'études

### Programmes d'études offerts au Cégep de Thetford
Le Cégep de Thetford offre six programmes préuniversitaires, onze programmes techniques, en plus du programme d’intégration au cégep (Tremplin DEC).

#### Programmes préuniversitaires
- Sciences de la nature (200.B0)
- Sciences humaines, profil Monde des affaires (300.A1)
- Sciences humaines, profil Psychologie et relations humaines (300.A2)
- Sciences humaines, profil Études internationales (300.A3)
- Sciences humaines, profil Sport, nature et communauté (300.A4)
- Arts, lettres et communication (500.AE)

#### Programmes techniques
- Soins infirmiers (180.A0)
- Techniques de l’informatique (420.B0)
- Techniques d’éducation spécialisée (351.A0)
- Techniques de génie mécanique (241.A0)
- Techniques de génie du plastique (241.B0)
- Technologie du génie électrique: automatisation et contrôle (243.D0)
- Technologie minérale, spécialisation géologie (271.AA)
- Technologie minérale, spécialisation exploitation (271.AB)
- Technologie minérale, spécialisation minéralurgie (271.AC)
- Techniques d'administration et de gestion (410.G0)
- Techniques de pharmacie (165.A0)

#### Cheminement particulier
- Tremplin DEC (081.06)

#### Attestations d'études collégiales (AEC)
- Courtier immobilier résidentiel
- Parcours génie mécanique
- Interventions nature 0-8 ans
- Parcours travail-études en petite enfance
- Techniques d’éducation à l’enfance
- Techniques d’intervention en milieu carcéral
- Bureautique et publications web
- Intervention en travail social

### Programmes d'études offerts au Campus de Lotbinière
Le Campus de Lotbinière offre 3 programmes préuniversitaires, 2 programmes techniques, en plus du programme d’intégration au Cégep Tremplin DEC.

#### Programmes préuniversitaires
- Sciences de la nature (200.B0)
- Sciences humaines (300.B1)
- Arts, lettres et communication - option langues (500.L1)

#### Programmes techniques
- Techniques d’éducation spécialisée (351.A0)
- Techniques d'administration et de gestion (410.G0)

#### Cheminement particulier
- Tremplin DEC (081.06)

## Services de la formation continue

### Service aux entreprises
Le Service aux entreprises du Cégep de Thetford propose des formations personnalisées visant à favoriser le développement des compétences au sein des organisations. Ce service offre un accompagnement pour le démarrage de projets, l'amélioration de l'efficacité ou l'accès à des formations et activités de perfectionnement adaptées Les formations offertes par le Service aux entreprises sont reconnues par le ministère de l’Éducation, de l’Enseignement supérieur et de la Recherche.

### Stages en alternance travail-études (ATE)
Les stages en alternance travail-études (ATE) offrent aux entreprises l'opportunité d'embaucher un stagiaire du Cégep. L’alternance travail-études marie les sessions d’études et deux stages rémunérés en entreprise de 8 à 16 semaines chacun.
Sept programmes de formation offrent l’ATE :
- Techniques de génie mécanique
- Techniques de plasturgie
- Technologie du génie électrique
- Technologie minérale (géologie, exploitation et minéralurgie)
- Techniques d'administration et de gestion (également offert à Lotbinière)
- Techniques en informatique
- Techniques de pharmacie

### Reconnaissance des acquis et des compétences (RAC)
La reconnaissance des acquis et des compétences (RAC) en formation professionnelle et technique est basée sur une démarche qui permet à l’adulte de faire reconnaître officiellement (par exemple par un diplôme ou un bulletin), les compétences acquises grâce à des expériences de vie et de travail, en fonction d’un programme d’études.

#### Formations offertes par la RAC
- AEC – Techniques d’éducation à l’enfance
- DEC – Techniques de bureautique
- AEC – Micro-édition et multimédia
- AEC – Coordination du travail de bureau
- AEC – Bureautique
- AEC – Bureautique adaptée à la PME
- DEC – Techniques de génie mécanique
- DEC – Techniques d’éducation spécialisée
- AEC – Gestion comptable
- AEC – Génie mécanique
- AEC – Éducation spécialisée
- DEC - Techniques de pharmacie

### Formations grand public
Les formations grand public sont offertes à la population désirant approfondir ses connaissances d’un sujet spécifique. 
Les thématiques des formations sont :
- Administration, commerce et informatique
- Bureautique
- Dessin assisté par ordinateur
- École de langues
- Environnement
- Leadership
- Santé
- Secteur minier
- Service à la clientèle et marketing

## Centres collégiaux de transfert de technologie (CCTT)
Le Cégep de Thetford est également responsable de deux centres collégiaux de transfert de technologie reconnus par le Ministère de l'Éducation, Enseignement supérieur et Recherche, soit le Centre collégial de transfert de technologie en oléochimie industrielle (KEMITEK) et le Centre de technologie minérale et de plasturgie (COALIA). Ces centres offrent des services de recherche et développement, de soutien technique ainsi que de la formation aux entreprises dans leur domaine respectif en plus de produire des retombées sur l'enseignement offert au collège en amenant tant élèves que professeurs à participer à divers projets.

## Équipes sportives
Toutes les équipes du cégep portent le nom Filons. Les Filons participent à des compétitions régionales, provinciales et nationales.
- Hockey sur glace masculin (division 1 et 2)
- Hockey sur glace féminin (division 2)
- Football (division 3)[13]
- Basketball masculin (division 1 et 2)
- Basketball féminin (division 2)
- Soccer masculin (division 2)
- Soccer féminin (division 2)
- Volleyball
- Cheerleading
- Badminton
- Natation
- Flag Football féminin

## Installations
- Terrain multisports synthétique ;
- Gymnases ;
- Salles de musculation ;
- Salle Promutuel (salle de spectacles et de réceptions) ;
- Loft et ruelle (salon étudiant, lieu d’échange avec activités et divertissements pour les étudiants) ;
- Radio étudiante ;
- CAPS[14] ;
- Surface de DEK hockey ;
- Terrains de volleyball de plage ;
- Mur d’escalade ;
- Sentier santé-nature de 2 km ;
- Agora : lieu d’exposition d’œuvres d’art ;
- Résidences[15] ;
- Coop étudiante[16] ;
- Bibliothèque[17] ;
- Studio-laboratoire équipé pour tous les besoins en multimédia (télévision, cinéma, photo, radio)[18] ;
- Laboratoires de soins-infirmier et mannequin haute fidélité[19] ;
- Imprimante 3D ;
- Laboratoire de robotique ;
- Classe flexible (TES)[20].

## Centre médico-sportif
Le CAPS est un centre médico-sportif à but non lucratif fondé en 1993, situé dans le même bâtiment que le Cégep, qui a pour mission d’offrir à la population de la région des services médicaux et d’activités physiques adaptés. Au fil des ans, le CAPS a développé différents services. On y trouve, notamment, la boxe New-yorkaise, le cardio-vélo, des séances d’Essentrics, des programmes d’entraînement privés et personnalisés, le service de physiothérapie et de massothérapie, etc. Les services sont accessibles pour les gens souffrant de limitations physiques majeures jusqu’aux athlètes d’élite.

## Fondation du Cégep de Thetford et de Lotbinière
La Fondation du Cégep de Thetford et de Lotbinière, administrée par un conseil d’administration composé de 9 membres, a pour mission de soutenir le développement du Cégep ainsi que le maintien de services en lien avec les programmes de formation et les besoins des clientèles régulières et de la formation continue. Depuis sa création en 1983, la Fondation a appuyé diverses initiatives touchant la communauté collégiale et la région de Thetford et de Lotbinière.
Les dons amassés proviennent de diverses sources :
- Campagne de souscription régionale
- Bingo
- Tournoi de golf de la Fondation du Cégep de Thetford[22]
- Contribution des étudiants et des membres du personnel

Annuellement, la Fondation du Cégep de Thetford et de Lotbinière permet d’offrir des bourses étudiantes, de financer des projets pédagogiques ainsi que le recrutement à l’international et de financer le sport-études et le maintien des équipes et équipements sportifs.

## Direction du Cégep
Liste des directeurs généraux du Cégep de Thetford :
- Robert Rousseau (2014–)[25]
- François Dornier (2005–2014)
- André Thivierge (2001–2005)
- Claude Gagnon (1997–2001)
- Vincent Guay (1994–1997)
- Marcel Lafleur (1978–1994)
- Maurice Prévost (1975–1978)
- Gérard Lemay (1969–1975)